# 83 г. пр.н.е.
83 (осемдесет и трета) година преди новата ера (пр.н.е.) е година от доюлианския (Помпилийски) римски календар.

## Събития

### В Римската република
- Консули са Луций Корнелий Сципион Азиатик и Гай Норбан.
- Втора гражданска война на Сула:
  - Луций Корнелий Сула пристига при Брундизий с 1600 кораби и 40000 войници като превзема града.[1]
  - Сула нанася поражение на консула Норбан в битка при планината Тифата и го принуждава да отстъпи към Капуа.[2]
- Квинт Серторий бяга в Испания.[1]

### В Азия
- Начало на Втората Митридатова война и поход на Луций Лициний Мурена срещу Понт.[3]
- Филип I Филаделф губи властта си над царството на Селевкидите след като Тигран II окупира Сирия.

## Родени
- 14 януари – Марк Антоний, римски пълководец и триумвир (умрял 30 г. пр.н.е.)